# Christian Frederik von Levetzau
Christian Frederik von Levetzau (13. december 1682 på Oxholm – 17. april 1756) var en dansk adelsmand, officer og godsejer. Slægten stammer fra Mecklenburg.
Han var søn af Hans Friedrich von Levetzow og Lucia Emerentia Brockdorff. Han mistede begge sine forældre tidligt, moderen døde i 1693, faderen 3 år senere. Christian Frederik Levetzau blev i første omgang uddannet på Det ridderlige Akademi i København, men gik siden militærvejen og var med de danske hjælpetropper til Nederlandene som kadet ved Holstenske Rytterregiment. Chefen for dette regiment var hans fætter og svoger Frantz Joachim von Dewitz.

## Officeren
Under Arvefølgekrigen forfremmedes Levetzau 1702 til kornet, 4 måneder senere til ritmester, 1704 til sekondmajor ved Livregimentet til Hest, 1705 til virkelig major ved 3. jyske Rytterregiment og 1708 til oberstløjtnant. 1711 blev han kaldt hjem og med obersts karakter ansat ved 3. sjællandske Regiment, med hvilket han tog del i den berømte kamp foran Wismar (5. december 1711) Da Christian Fursmans regiment, hvis navn særlig er knyttet til denne kamp, kort derefter mistede sin chef, blev posten givet til Levetzau under hensyn til, at regimentet, hvis mandskab var udskrevet i Jylland, ønskede at få en landsmand som chef. Levetzau hævdede regimentets gode ry ved slaget ved Gadebusch 1712 og de følgende felttog, indtil han 1717 fratrådte kommandoen ved forfremmelse til generalmajor. Efter freden trådte han ud af tjenesten. 1731-1732 opføres han dog atter i etaterne som generalløjtnant.

## Godsejeren
Ved arv, giftermål og køb var han efterhånden blevet besidder af herregårdene Store Restrup, Torstedlund, Aastrup, Overklit, Albæk og Ørslevkloster, alle i Jylland. I 1751 blev han sammen med general Christian Lerche gjort til greve. Men lige så lidt som Lerche ville Levetzau, da han var barnløs, tage sine godser i len. Af de 5 førstnævnte oprettedes derimod ved hans død i 1756 Stamhuset Restrup.
Christian Frederik von Levetzau var en virksom og dygtig godsejer og optoges 1750 som deputeret i General-Landets-Økonomi- og Kommercekollegium; blandt andet gav han stødet til indkaldelsen af tyske kolonister til de jyske og holstenske heder. Han byggede et af Amalienborgs 4 palæer, det nuværende Christian VIII's Palæ. Ridder af Dannebrog 1732, af Elefanten 1751, af l'union parfaite 1753; gehejmekonferensråd 1747.
Levetzau var gift to gange.
- 1. (25. februar 1705) med Christence Lindenov, født Rantzau (23. september 1686 – 20. november 1734).
- 2. (1735) med komtesse Sophie Hedevig Rantzau (9. november 1690 – 9. oktober 1775). Hun blev 1754 Dame de l'union parfaite.